# Пергамский музей
Пергамский музей (также Пергамон-музей; нем. Pergamonmuseum, МФА: ˈpɛʁ.ɡa.mɔn.muˌzeː.ʊmо файле) — один из известнейших музеев, расположенных на Музейном острове на реке Шпрее в центре Берлина.
Здание музея построено в 1910—1930 годах по проекту Альфреда Месселя и Людвига Хофмана, в первую очередь, для обнаруженного Карлом Хуманом Пергамского алтаря, а также для собрания поздней античной живописи и скульптуры, экспонатов Переднеазиатского музея, включающего произведения хеттского, ассирийского, вавилонского и персидского искусства и Исламского музея (включающего фриз из Мшатты). С 1958 года все эти собрания объединены общим названием «Пергамский музей». В настоящее время экспозиция музея подразделяется на Античное собрание, Переднеазиатский музей и Музей исламского искусства. В 2013 году в Пергамском музее побывало около 1 млн 260 тысяч посетителей — это самый посещаемый музей в Германии и 45-й по числу зрителей музей в мире.
С 28 октября 2023 года полностью закрыт на реконструкцию. Частичное открытие ожидается в 2027 году, полное в 2037 году. На данный момент открыт только доступ к панораме.

## История

### Первое здание Пергамского музея
Первое здание Пергамского музея было построено в 1897—1898 годах и было торжественно открыто для доступа публики в 1901 году В световом дворе музея разместились произведения древней архитектуры из Пергама, Приены и Магнесии на Меандре.
После сноса первого здания Пергамского музея в 1908 году все пергамские художественные ценности до возведения нового здания размещались в восточном колонном зале Нового музея.

### Второе здание Пергамского музея
Поскольку обнаруженные при раскопках в Вавилоне, Уруке, Ашшуре и Египте монументальные экспонаты не могли достойно разместиться в первом построенном здании музея, у которого к тому же вскоре обнаружились строительные дефекты фундамента, для решения вопросов, связанных с возведением нового здания на том же месте, в 1905 году назначен новый генеральный директор Королевских (а с 1918 года — Государственных) музеев, а в 1906 году к работе был привлечён Вильгельм фон Боде. Помимо коллекции античной архитектуры в северном корпусе нового здания музея предполагалось разместить послеантичное искусство Германии из Немецкого музея, а в южном — отдел переднеазиатского искусства. В соответствии с изменениями в плане от 1927 года здесь же должна была обрести своё место и коллекция исламского искусства.
В 1907 году Альфред Мессель приступил к проектированию монументального здания из трёх корпусов в строгом неоклассическом стиле. После смерти Месселя в 1909 году работы продолжил его близкий друг Людвиг Хофман, занимавший административную должность в правительстве Берлина по вопросам строительства. В 1910 году начались строительные работы, которые остановили Первая мировая война, революция 1918 года и инфляция 1922—1923 годов. Лишь к 1930 году строительство музейного здания было закончено, и четыре музея в его стенах открыли свои залы для публики.

### Вторая мировая война и её последствия
Пергамский музей серьёзно пострадал во время воздушных налётов на Берлин. Многие экспонаты были перевезены в более безопасное место, монументальные вещи были укреплены. В 1945 году большая часть фондов музея была вывезена советскими офицерами по защите художественных ценностей в восточную часть Берлина для отправки в  СССР. Лишь в 1958 году музейные фонды вернулись в Германскую Демократическую республику, но не полностью. До настоящего времени значительная часть коллекции хранится в запасниках Пушкинского музея в Москве и Эрмитажа в Санкт-Петербурге.

## Экспозиция

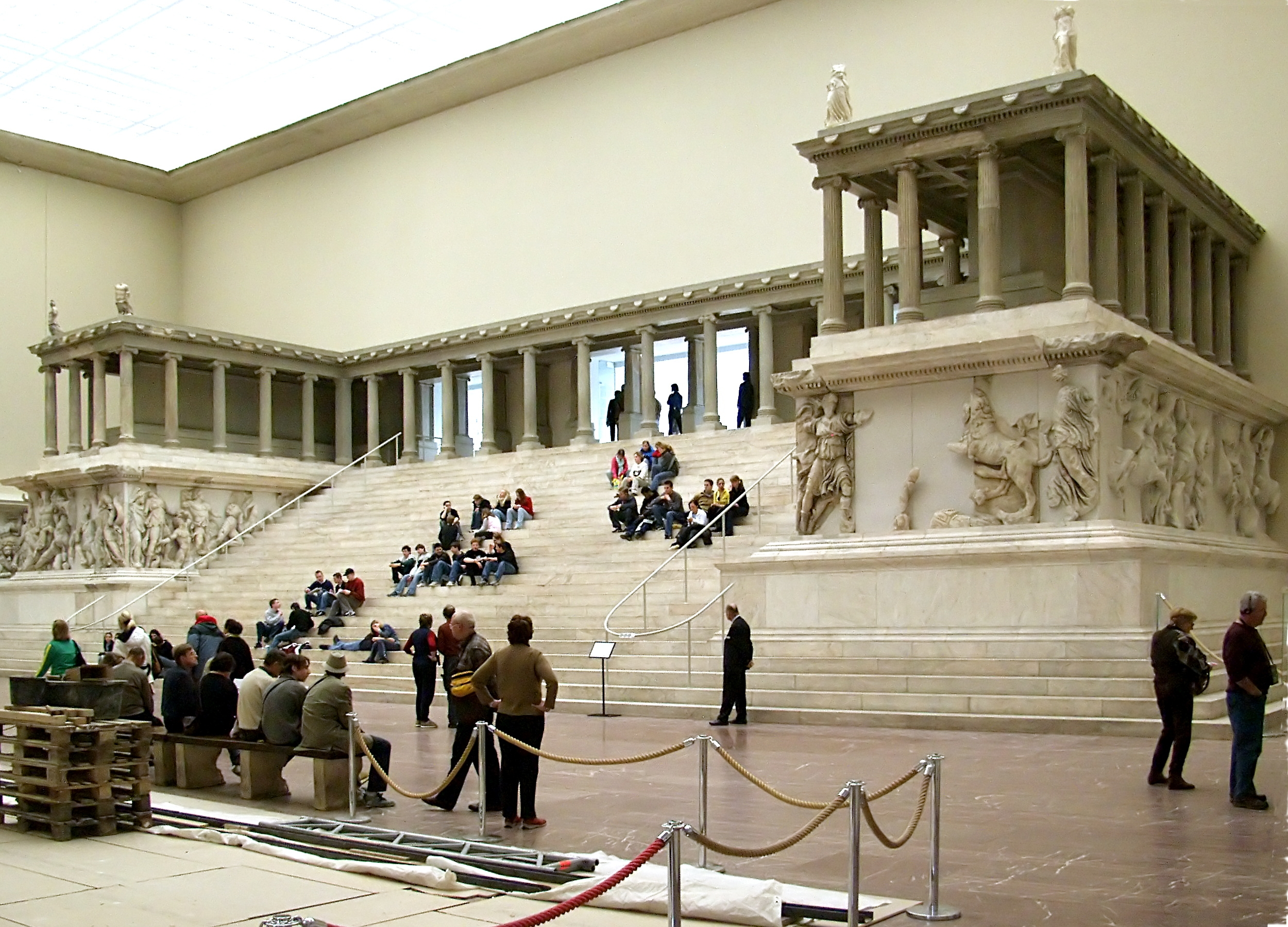
Пергамский алтарь

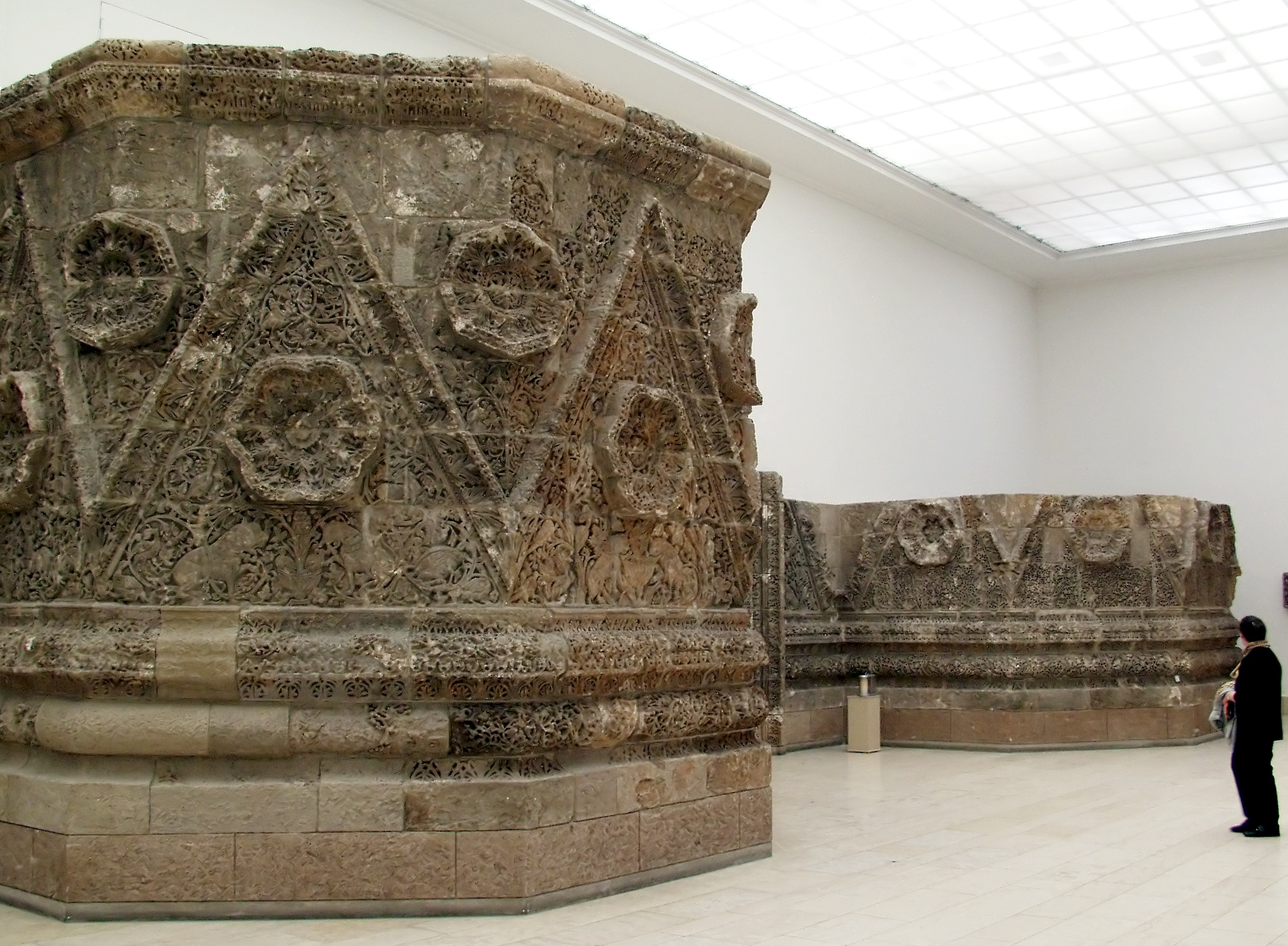
Фриз из Мшатты

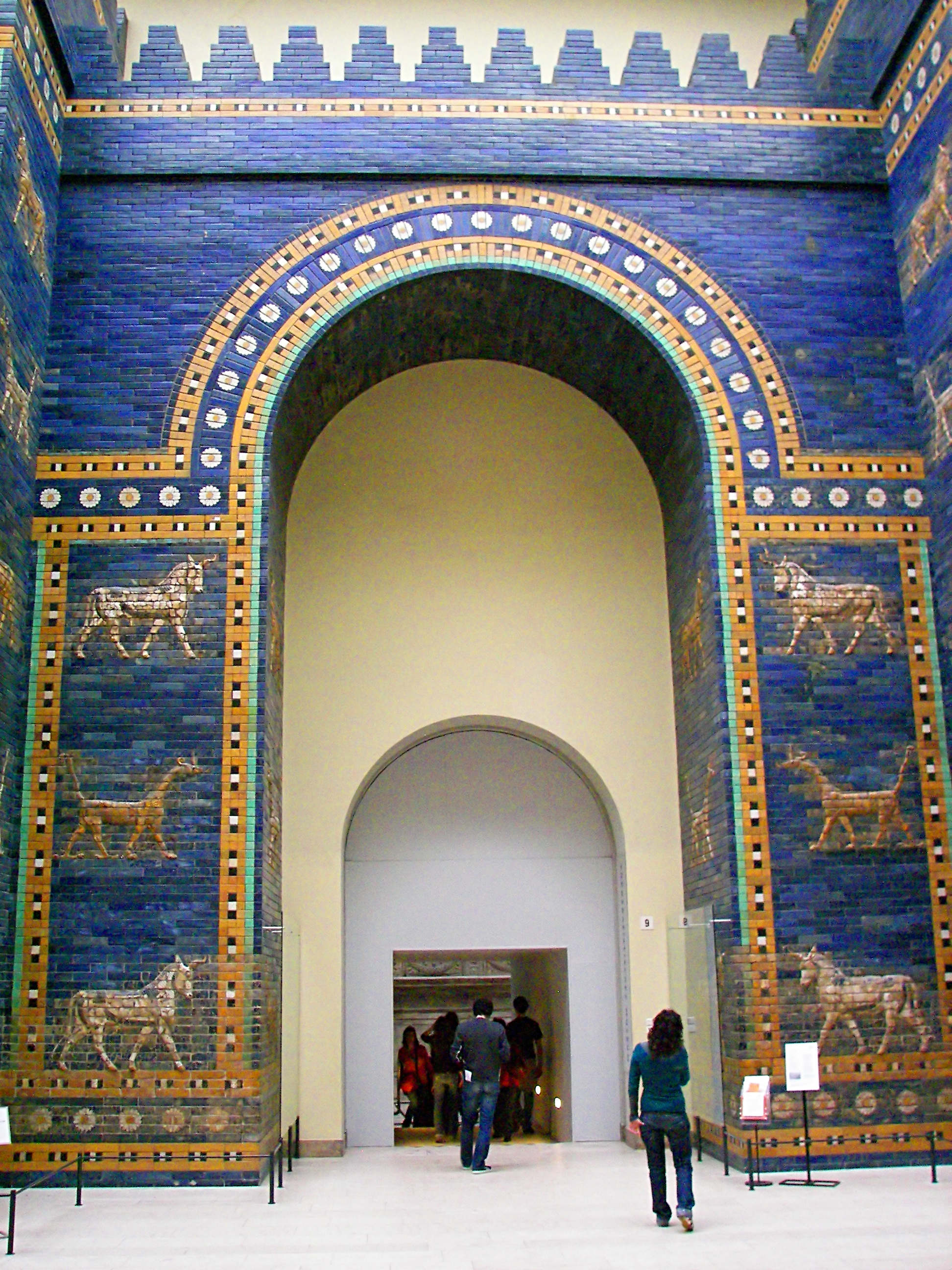
Ворота Иштар из Вавилона

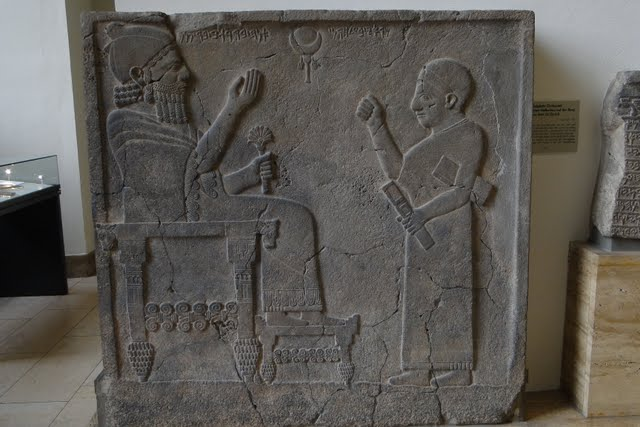
Барракиб и его писарь (музей Передней Азии)

В Пергамском музее находятся собрания трёх музеев: Античного собрания, Музея исламского искусства и Переднеазиатского музея. В нём представлены различные экспонаты древней монументальной архитектуры, самыми известными из которых являются:
- Пергамский алтарь
- Ворота Милетского рынка
- Ворота Иштар и Дорога процессий
- Фриз из Мшатты

### Античное собрание
Античное собрание возникло благодаря бранденбургским курфюрстам-коллекционерам классической древности. Основание музея Античного собрания ознаменовалось приобретением в 1698 году коллекции римского археолога. Часть коллекции античности стала доступна для публики в 1830 году с открытием в Берлине Старого музея. Античное собрание значительно пополнилось благодаря раскопкам, проводившимся в Олимпии, Самосе, Пергаме, Милете, Приене и Дидиме.
С разделом Германии после Второй мировой войны разделённым надвое оказалось и Античное собрание. Пергамский музей в ГДР открылся вновь в 1959 году, а коллекция, оказавшаяся в Западном Берлине, размещалась вплоть до 1995 года в здании по проекту архитектора Штюлера напротив замка Шарлоттенбург.
В настоящее время ценности Античного собрания поделены между двумя музеями — Пергамским и Старым. Экспозиция Пергамского музея объединяет древнегреческие и древнеримские произведения архитектуры, скульптуры, письменности, мозаики, украшений из драгоценных металлов и изделий из бронзы. Визитной карточкой Пергамского музея стал Пергамский алтарь, датируемый II в. до н. э., на скульптурном фризе которого изображена драматическая битва богов с гигантами, а также ворота Милетского рынка, которые относят к эпохе Древнего Рима. Кроме этого всемирную известность снискали «Берлинская богиня» из Кератеи периода расцвета архаики и позднеархаическая «Богиня на троне» из Тарента.

### Музей Передней Азии
В музее Передней Азии представлены экспонаты, обнаруженные на археологических раскопках, проводившихся в ареале шумерской, вавилонской и ассирийской культур немецкими учёными, в частности Немецким Восточным Обществом. Сюда относятся монументальные памятники архитектуры, рельефы и предметы меньшего размера, использовавшиеся в отправлении культа, быту и как украшения.
Особого внимания заслуживают вавилонские Ворота Иштар, фрагмент Дороги процессий, которая к ним вела, и фасад тронного зала Навуходоносора II.

### Панорама Пергама
В ноябре 2011 года в музее открыта для посещения грандиозная панорама, создающая эффект присутствия в древнем Пергаме в 129 году до н. э. Наглядно представлены разные стороны жизни пергамцев: тут на площади перед акрополем гуляют горожане, там идёт оживлённая торговля на рынке, вот женщина стирает в реке белье, вдалеке среди деревьев видна знаменитая Пергамская библиотека и т. д. В ротонде высотой 24 и длиной 103 метра созданы спецэффекты: восход и закат солнца, дуновение ветра, гул толпы, пение цикад. Панорама была открыта до сентября 2012 года.

## Мастер-план Музейного острова
В соответствии с мастер-планом реконструкции берлинского Музейного острова Пергамский музей должен стать центром его ансамбля, объединяющего Новый музей, Музей Боде, Старую национальную галерею и новое здание входа на Музейный остров.